# Shadow Lake (Washington)
Shadow Lake es un lugar designado por el censo ubicado en el condado de King en el estado estadounidense de Washington. En el año 2010 tenía una población de 2.262 habitantes.

## Geografía
Shadow Lake se encuentra ubicado en las coordenadas 47°24′6″N 122°4′10″O / 47.40167, -122.06944.